# Carlo Santini
Carlo Santini (* 12. Oktober 1946 in Jesi) ist ein italienischer Klassischer Philologe.
Santini studierte Klassische Philologie (Latein und Griechisch) an der Universität Perugia (bei Aristide Colonna und Nino Scivoletto). Ab 1970 wirkte er als Assistent an der Universität Perugia. 1981 wurde er zum ordentlichen Professor der Lateinischen Literatur und Sprache ernannt. Seine Forschungsarbeit umfasst ein weites Gebiet: Er veröffentlichte Aufsätze und Tagungsbeiträge zu griechischen und römischen Dichtern und Prosaschriftstellern, zum Mittel- und Neulatein und zur griechischen und nordischen Mythologie.
Santini veröffentlichte 1979 eine kritische Edition von Eutropius’ Breviarium ab urbe condita, die seither für die Textkritik maßgeblich ist (nachgedruckt 1992). Weitere Monographien und Editionen veröffentlichte er zu Germanicus, Silius Italicus und Lucius Cassius Hemina, außerdem zusammen mit Paolo Poccetti und Diego Poli eine Geschichte der lateinischen Sprache (1999), die 2005 in deutscher Übersetzung erschien. Außerdem gab er zusammen mit Nino Scivoletto die Sammlung Prefazioni, prologhi, proemi di opere tecnico-scientifiche latine heraus (1990–1999).

## Schriften (Auswahl)
- Il segno e la tradizione in Germanico scrittore. Roma 1977
- Eutropii Breviarium ab urbe condita. Leipzig 1979. Nachdruck Berlin 1992 (Bibliotheca Teubneriana)
- Silius Italicus and His View of the Past. Amsterdam 1991
- I frammenti di L. Cassio Emina. Introduzione, testo, traduzione e commento. Pisa 1995
- mit Giorgio Brugnoli: L’Additamentum Aldinum di Silio Italico. Roma 1995
- mit Paolo Poccetti und Diego Poli: Una storia della lingua latina: formazione, usi, comunicazione. Roma 1999
  - Deutsche Übersetzung von Hansbert Bertsch: Eine Geschichte der lateinischen Sprache: Ausformung, Sprachgebrauch, Kommunikation. Tübingen/Basel 2005
- Heinze e il suo saggio sull’ode oraziana. Napoli 2001

Herausgeberschaft
- mit Nino Scivoletto: Prefazioni, prologhi, proemi di opere tecnico-scientifiche latine. Drei Bände, Roma 1990–1998
- Saxo Grammaticus tra storiografia e letteratura (Bologna: 27–29 settembre 1990). Roma 1992
- Tra testo e contesto: studi di scandinavistica medievale. Roma 1994
- mit Francesco Santucci: Properzio tra storia arte mito. Assisi 2004
- I personaggi dell’elegia di Properzio: atti del Convegno internazionale, Assisi, 26–28 maggio 2006. Assisi 2008
- mit Fabio Stok: Esegesi dimenticate di autori classici. Atti del Convegno, Perugia, 25–26 ottobre 2007. Perugia 2008

| Personendaten    | Personendaten                       |
| ---------------- | ----------------------------------- |
| NAME             | Santini, Carlo                      |
| KURZBESCHREIBUNG | italienischer Klassischer Philologe |
| GEBURTSDATUM     | 12. Oktober 1946                    |
| GEBURTSORT       | Jesi                                |